# ونگشیلا
ونگشیلا (به لاتین: Vangshylla) یک منطقهٔ مسکونی در نروژ است که در Inderøy واقع شده‌است.

## خصوصیات
ونگشیلا ۱ متر بالاتر از سطح دریا واقع شده‌است.